# قتيونات
القُتيونات هي فصيلة من العث. لها 25 جنسًا وما يقرب 100 نوع موصوف.

## الأجناس
من أشهر أجناسها القتيون.